# Ja'akov Hozman
Ja'akov Hozman (hebrejsky יעקב הוזמן‎; * 16. dubna 1905 Polsko – † 24. září 1965) byl tajemníkem společnosti Egged a výkonným ředitelem společnosti Arkia.
Hozman se narodil v Polsku a v lednu 1925 emigroval do Země izraelské. Byl jedním ze zakladatelů společnosti Egged a 24 let ji vedl (1926–1950).
V roce 1950 byl vyzván ministrem dopravy Davidem Remezem, aby založil společnost Arkia. Společnost Arkia vedl až do své smrti 24. září 1965.
Podporoval mnoho umělců a vytvořil rozsáhlou sbírku židovského folklóru. Byl členem výboru umělecké vesnice Ejn Hod.
Dne 15. prosince 1966 po něm bylo pojmenováno Letiště J. Hozmana v Ejlatu.

## Galerie

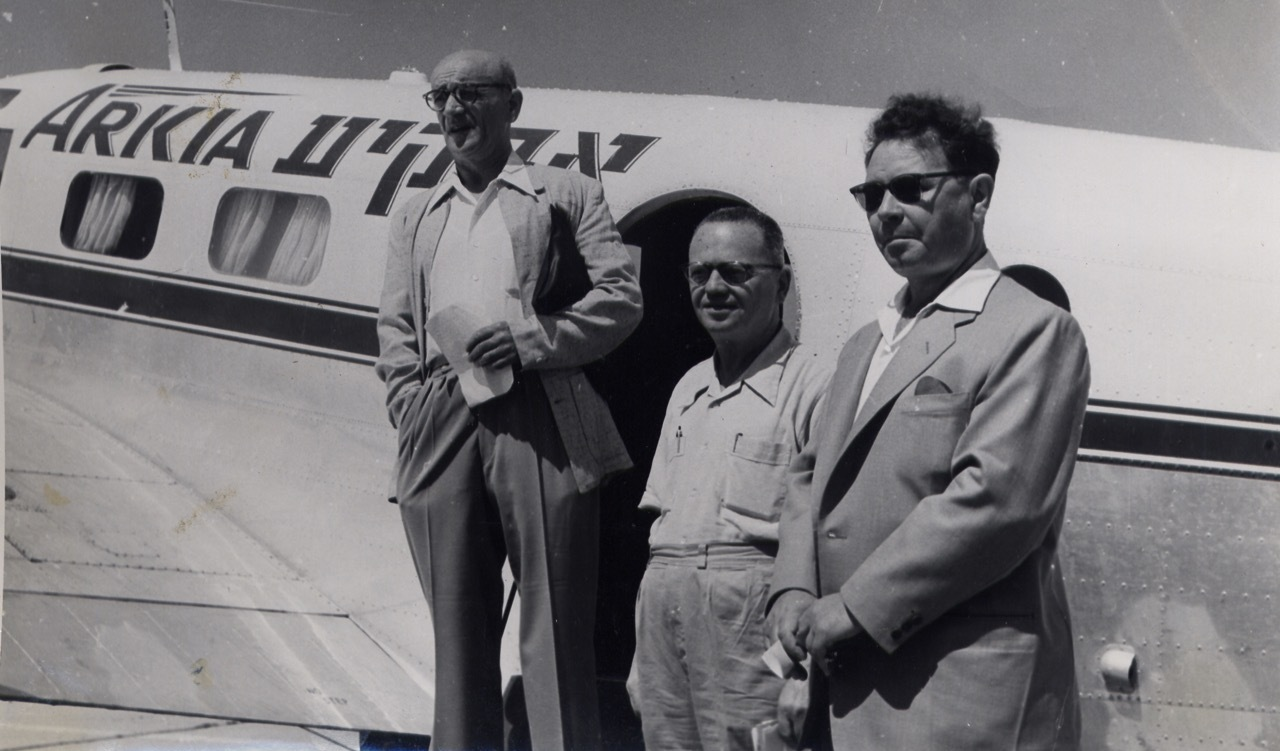
Ja'akov Hozman (vlevo) a tehdejší ministr dopravy David Remez (vpravo) u letadla společnosti Arkia
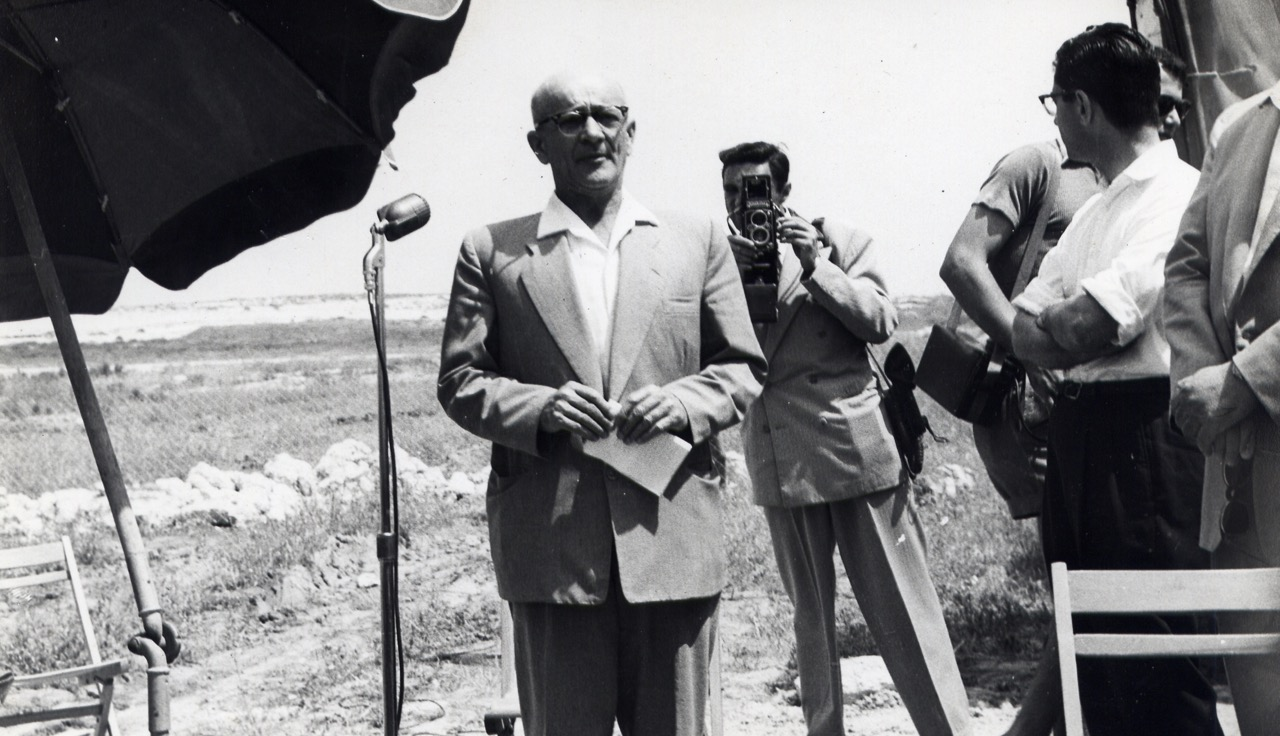
Ja'akov Hozman na slavnostním otevření letiště Ejlat